# دالكي
مدينة دالكي هي مدينة إيرانية وفي بلدة مركزي التابع لمقاطعة دشتستان من محافظة بوشهر في جنوب إيران، كان عدد سكانها سنة 2004 حوالي 7٬866 نسمة.